# Dấu ấn phù thuỷ

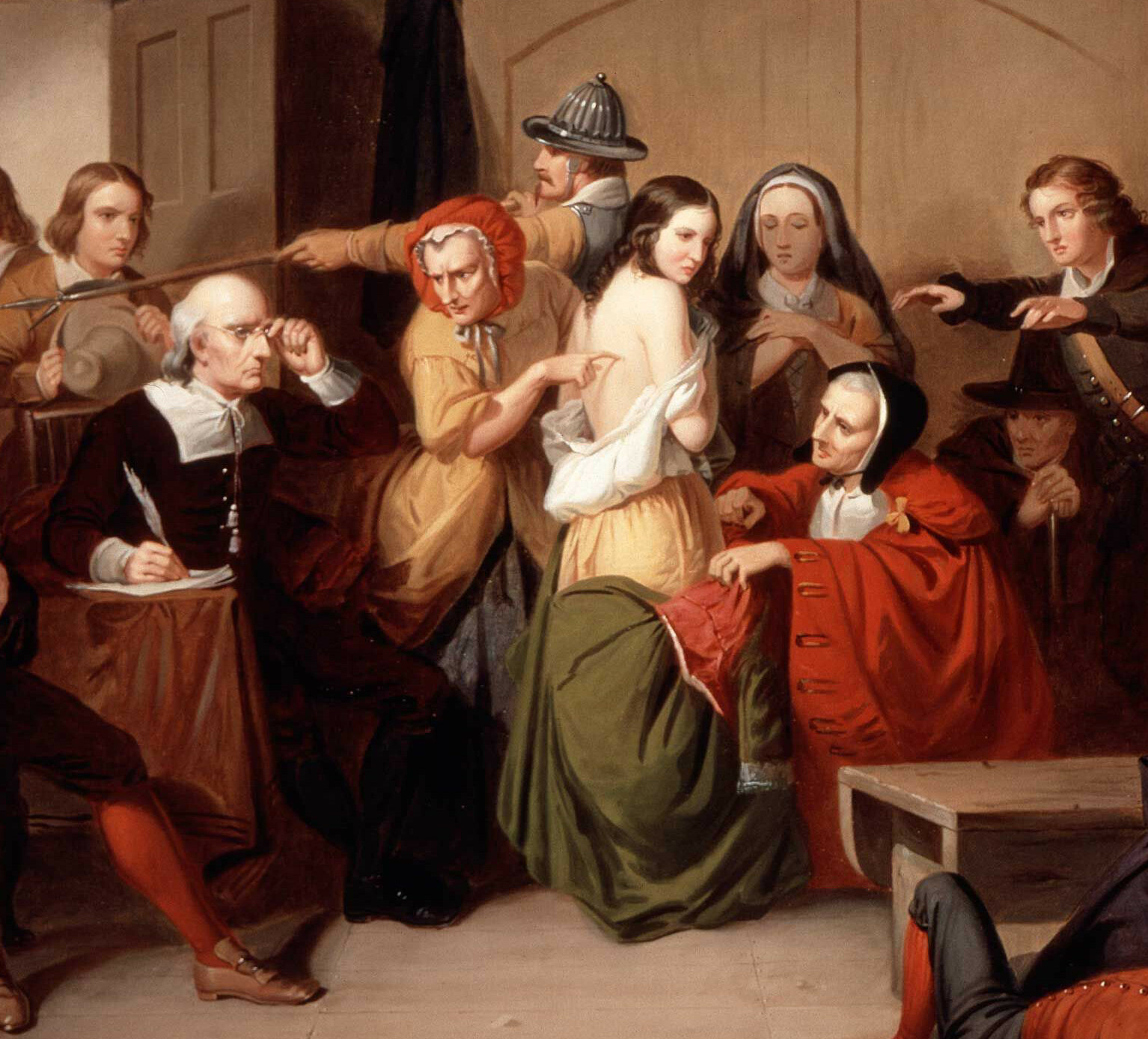
Quá trình kiểm tra dấu ấn phù thuỷ trên một người phụ nữ

Dấu ấn phù thủy là một dấu hiệu cơ thể mà các thợ săn phù thủy tin rằng chỉ khi phát hiện ra trên một cá nhân một người nào đó thì kết luận họ là phù thủy, trong thời kỳ đỉnh cao của các phiên tòa xét xử phù thủy. Niềm tin về dấu ấn khác nhau, tùy thuộc vào địa điểm xét xử và lời buộc tội chống lại phù thủy. Việc sử dụng thuật ngữ này được tìm thấy sớm nhất vào thế kỷ 16, và đạt đến đỉnh cao vào năm 1645, nhưng sau đó về cơ bản biến mất vào năm 1700.
Dấu hiệu của Phù thủy được cho là dấu hiệu vĩnh viễn của Ác quỷ  xuất hiện trên những người nhập môn nào đó để đóng dấu sự vâng lời và phục vụ của họ đối với hắn ta. Hắn ta được cho là tạo ra dấu ấn bằng cách cào móng vuốt của mình trên da thịt của họ, liếm da để tạo ra một mô hình hộp sọ chết, hoặc sử dụng bàn ủi nóng để tạo ra một hình xăm màu xanh hoặc đỏ. Ma quỷ được cho là đánh dấu cá nhân vào cuối các nghi thức bắt đầu về đêm.